# كريستوفر تين
كريستوفر تين (بالإنجليزية: Christopher Tin)‏ هو ملحن أمريكي، ولد في 1976 في كاليفورنيا في الولايات المتحدة.

## وصلات خارجية
- الموقع الرسمي
- كريستوفر تين على موقع IMDb (الإنجليزية)
- كريستوفر تين على موقع ميوزك برينز (الإنجليزية)
- كريستوفر تين على موقع ديسكوغز (الإنجليزية)
- كريستوفر تين على موقع قاعدة بيانات الفيلم (الإنجليزية)